# Command & Conquer: Tiberium-Reihe
Die Tiberium-Reihe ist die Hauptreihe in der von den Westwood Studios und später von Electronic Arts Los Angeles entwickelten Echtzeit-Strategiespielreihe Command & Conquer, in Abgrenzung zu den Ablegern Alarmstufe Rot und Generals. Mit seiner unkomplizierten Steuerung, einer gut inszenierten und unterhaltsamen Rahmenhandlung sowie seiner Mehrspielerfunktion etablierte Command & Conquer die mit Dune 2 erstmals definierten Prinzipien des Echtzeit-Strategie-Genres dauerhaft im Mainstream und erwarb sich ab 1995 eine große Anhängerschaft. Die meisten Titel der Tiberium-Reihe sind der Echtzeit-Strategie zuzuordnen, es existieren aber auch Ableger in anderen Genres.

## Hauptserie und Ableger
Die folgenden Unterabschnitte nennen oder beschreiben kurz die Hauptserie und dessen nahe verwandte Ableger.

### Hauptreihe

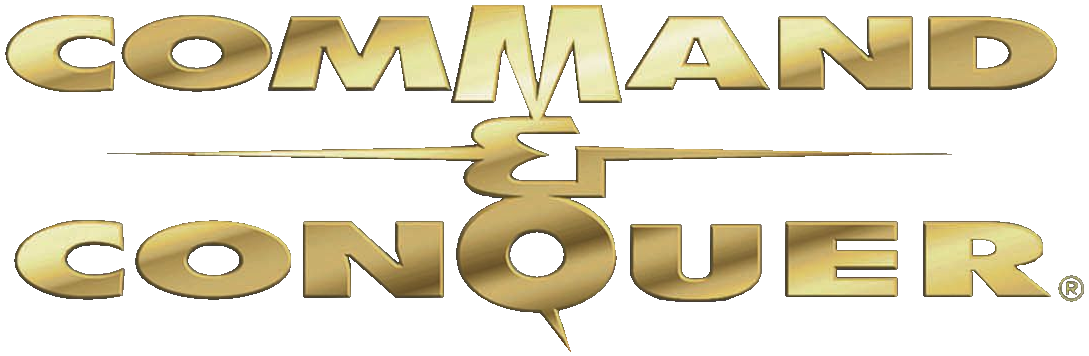
Logo von Der Tiberiumkonflikt

#### Der Tiberiumkonflikt
1995 gelangt durch einen Meteoriteneinschlag eine außerirdische Substanz auf die Erde, die als Tiberium bezeichnet wird. Diese Substanz saugt Rohstoffe aus dem Boden, die sich in Form von Tiberiumkristallen sehr einfach ernten lassen. Für Menschen führt der direkte Kontakt mit Tiberium jedoch zu Genmutationen und schweren Gesundheitsschädigungen, bis hin zum Tode. Mit dem Aufkommen des Tiberiums tritt ein alter Geheimbund auf den Plan, die Bruderschaft von Nod. Unter ihrem geheimnisvollen wie charismatischen Anführer Kane, der einer alten Prophezeiung von der nächsten evolutionären Stufe folgend bereits früh in die Erforschung und Nutzbarmachung von Tiberium investiert hat, gewinnt sie schnell an Einfluss. Sie droht nicht zuletzt mit terroristischen Mitteln die Weltherrschaft zunehmend an sich zu reißen. Als Gegengewicht wird von der UN daher die Globale Defensiv Initiative (GDI) mit dem militärischen Kampf gegen die Bruderschaft betraut. Zwischen den Parteien entbrennt der erste Tiberium-Krieg.
Die erste Veröffentlichung der C&C-Reihe übernahm aus Dune 2 das Grundprinzip aus Basisbau und Ressourcen sammeln in Echtzeit. Durch eine verbesserte Maussteuerung (u. a. Auswählen und Steuern mehrerer Einheiten gleichzeitig) wurde das Spielprinzip deutlich zugänglicher gestaltet und mit FMV-Videosequenzen mit Schauspielern eine für seine Zeit moderne Inszenierungsweise gewählt. Mit seinem Verkaufserfolg löste das Spiel eine große Welle an Nachahmerprodukten aus. Mit Der Ausnahmezustand  erhielt das Spiel eine Erweiterung mit neuen Missionen.

Logo von Tiberian Sun

#### Operation Tiberian Sun
Die Bruderschaft von Nod wurde durch ihre Niederlage im ersten Tiberium-Krieg und das Verschwinden ihres Anführers Kane zwar weitgehend in den Untergrund gedrängt, doch existieren nach wie vor verteilte Terrorzellen, deren Anführer die Bruderschaft wieder vereinen und zu neuer Stärke erheben wollen. Währenddessen erweist sich das Tiberium für die Erde als zunehmendes Problem, da es die Lebensräume für die Menschen immer stärker einschränkt. Zwar bemüht sich die GDI um eine Erforschung des geheimnisvollen Materials, doch konnte sie seine Ausbreitung und die damit einhergehenden Mutationen und Landschaftstransformationen kaum eindämmen. Mit der Wiederkehr Kanes, der die Bruderschaft wieder unter seiner Führung vereint, bricht 2030 der zweite Tiberium-Krieg aus. 
Nach dem ersten Alarmstufe Rot, in dem Verbindungen zur Tiberium-Reihe lediglich angedeutet wurden, war Tiberian Sun aus dem Jahr 1999 die eigentliche Fortsetzung des Erstlingswerks und zugleich die erste Veröffentlichung unter Westwoods neuem Mutterkonzern Electronic Arts (EA). Das mit großer Vorfreude erwartete Spiel erzielt gute Verkaufszahlen, stieß jedoch auch stärker auf Kritik, da vollmundigen Marketingversprechen nicht eingehalten werden konnten und der Titel in einigen Punkten zwischenzeitlich hinter den neuen Standards des Genres zurückgeblieben war. Beispielsweise setzte der Titel entgegen dem zeitgenössischen Trend zu 3D-Grafik weiterhin auf eine lediglich um Voxel-Technik ergänzte 2D-Optik mit starrer Perspektive. Für die Zwischensequenzen konnten namhafte Schauspieler wie Michael Biehn und James Earl Jones als Darsteller gewonnen werden. Mit Feuersturm erhielt das Spiel eine Erweiterung und inhaltliche Fortführung.

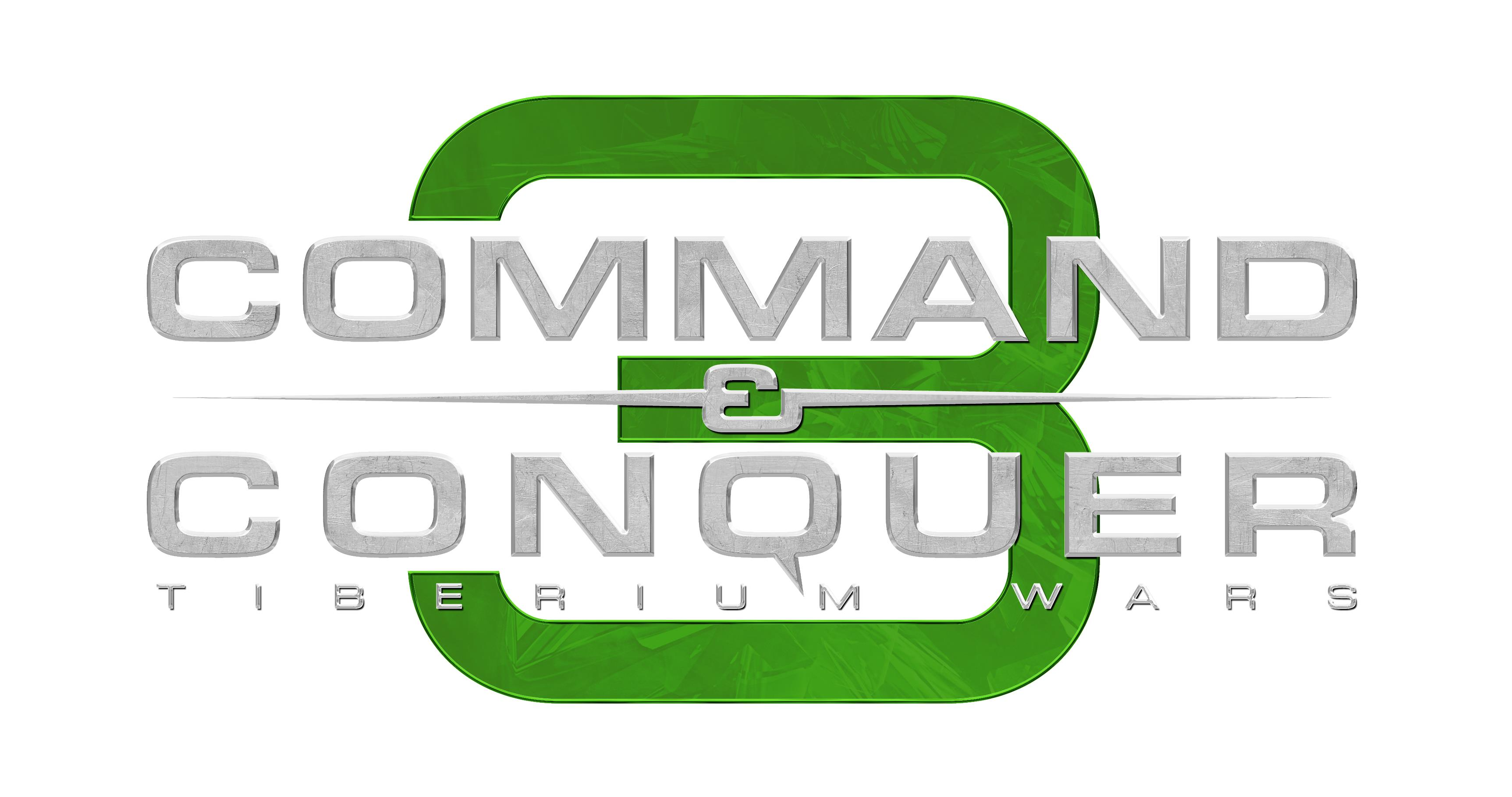
Logo von Tiberium Wars

#### Tiberium Wars
2005 veröffentlichte das neue C&C-Studio EA Los Angeles seine Fortsetzung der Reihe: Im Jahr 2047 hat sich das Tiberium erschreckend ausgebreitet. Einige Bereiche, rote Zonen genannt, sind vollkommen unbewohnbar geworden und werden regelmäßig von Ionenstürmen durchzogen. Nur in wenigen sogenannten blauen Sektoren konnte mit Hilfe der fortgeschrittenen Technologie der GDI das Leben im bisherigen Maße aufrechterhalten werden. Der überwiegende Teil der Bevölkerung wohnt jedoch in den gelben Zonen, den mehr oder weniger schwer von Tiberium verseuchten Gebieten. Hier hat Nod die Vormachtstellung. Wieder einmal führt Kane die Bruderschaft durch den Überfall auf die blauen Sektoren und die Zerstörung von GDIs Orbital-Weltraumstation GDSS Philadelphia in den nunmehr dritten Tiberium-Krieg. Dieser erhält eine zusätzliche Wendung, als unvermittelt außerirdische Invasoren die Erde erreichen und in die Kampfhandlungen eingreifen.
Tiberium Wars passte das Spielprinzip an mittlerweile gängige Standards an, bspw. Überarbeitung des Produktionsschemas, überführte die Tiberium-Reihe in 3D-Grafik und fügte mit den außerirdischen Scrin eine dritte Konfliktpartei hinzu. Beibehalten wurde die Inszenierung mit realverfilmten Zwischensequenzen und namhaften Schauspielern. Mit Kanes Rache erschien eine Erweiterung.

Logo von Tiberian Twilight

#### Tiberian Twilight
2062 erscheint Kane ein weiteres Mal, diesmal jedoch bietet er der GDI seine Unterstützung im Kampf gegen die drohende Auslöschung der Menschheit durch das immer weiter um sich greifende Tiberium an. Trotz Unwillen auf beiden Seiten, sehen sich die verfeindeten Parteien zu einer Allianz gezwungen, die über einen Zeitraum von 15 Jahren mit der Errichtung eines Kontrollnetzwerks tatsächlich spürbare Erfolge gegen die Tiberium-Wucherung erzielen kann. Doch Extremisten auf beiden Seiten versuchen diese Allianz wieder aufzubrechen. Kurz vor Vollendung des Kontrollnetzwerks bricht daher der vierte Tiberium-Krieg aus. 
EA Los Angeles’ letzter Beitrag zur C&C-Reihe veränderte das Spielprinzip sehr deutlich. In Tiberian Twilight von 2010 wurde das ursprüngliche Prinzip von Basenbau, Ressourcen sammeln und Gegner vernichten zugunsten einer schnelleren, taktischeren Ausrichtung des Spielprinzips aufgegeben. Im Mittelpunkt der Mission stand nun der Crawler, der an jeden beliebigen Punkt der Karte bewegt werden und Einheiten nach vorgegebenen Produktionszeiten und ohne vorhergehende Tiberiumernte direkt erzeugen kann. Die Fraktionsauswahl wurde wieder auf GDI und die Bruderschaft von Nod begrenzt, dafür innerhalb der Fraktionen zwischen drei unterschiedlichen Spielklassen (Offensiv, Defensiv, Unterstützer) unterschieden, die sich in den Bau- und Einheitenoptionen unterschieden und andere taktische Herangehensweisen erforderten. Ein starker Fokus wurde zudem auf Online-Mehrspieler-Funktionen gelegt. Inszenatorisch blieb sich das Spiel dagegen treu und setzte weiterhin auf verfilmte Zwischensequenzen mit Schauspielern. Das Spiel stieß auf gemischtes Kritikerecho. Bereits vor Vollendung wurde EAs Entscheidung bekannt, das Entwicklerteam weitgehend aufzulösen. EA Los Angeles wurde in Danger Close umbenannt, das sich fortan primär um die Wiederbelebung der First-Person-Shooter-Reihe Medal of Honor kümmern sollte. 

### Ableger

#### Sole Survivor

Logo von Sole Survivor

Sole Survivor (englisch für „Einziger Überlebender“) von 1997 war ein reines Online-Spiel, das auf Command & Conquer: Der Tiberiumkonflikt basierte – die Spiel-Engine sowie deren Grafik und Einheiten waren sehr stark an den ersten Teil angelehnt. Mehrere Spieler konnten auf einer C&C-Karte mit- und gegeneinander spielen. Es können Kisten eingesammelt werden, um die Einheit aufzuwerten. Ziel ist es, nach einem Zeitlimit so viele Gegner wie möglich zu vernichten oder zusammen im Team die gegnerische Flagge zu erobern. Das Spiel floppte jedoch und wurde verdrängt. Sole Survivor ist offiziell nur in den Vereinigten Staaten erschienen und als einziges Spiel nicht in der Spielesammlung Die ersten zehn Jahre enthalten.

#### Renegade
Westwoods letzte Veröffentlichung in der Tiberium-Reihe war 2002 ein First-Person-Shooter um den GDI-Elitesoldaten Nick „Havoc“ Parker. Er spielt während der Ereignisse des ersten Tiberium-Kriegs und damit parallel zu Der Tiberiumkonflikt. Parker wird beauftragt drei entführte Tiberium-Forscher aus den Händen der Bruderschaft von Nod zu befreien. Diese zwingt sie zur Mitwirkung an einem biochemischen Forschungsprojekt zur Erschaffung genetisch überlegener Super-Soldaten.  

Logo von Renegade

Eine Besonderheit des Shooters war die Möglichkeit, die aus den Strategiespielen bekannten Fahrzeuge wie den Mammut-Panzer selbst besetzen und steuern zu können. Diese Möglichkeit bestand insbesondere auch in Mehrspieler-Partien. Im Vergleich zu Konkurrenzprodukten konnte das Spiel jedoch wenig überzeugen. 

#### Tiberium
Unter dem Arbeitstitel Tiberium war bei EA Los Angeles etwa zweieinhalb Jahre lang ein Taktik-Shooter in Entwicklung, der elf Jahre nach dem dritten Tiberium-Krieg stattfinden sollte. Darin sollte der Spieler die Rolle von Battle Commander Ricardo Vega übernehmen, der die Erde vor einer zweiten Scrin-Invasion bewahren soll. Dabei sollten wohl modifizierbare Waffen zum Einsatz kommen und der Spieler sollte Spezialoperationen wie Luftangriffe anordnen können. Ein Kooperationsmodus war offenbar vorgesehen, dessen Ausgestaltung jedoch nicht völlig klar war. Zum Einsatz sollte die Unreal Engine 3 kommen, wobei 2009 als voraussichtlicher Erscheinungstermin angegeben wurde. Die Entwicklung wurde jedoch eingestellt, da es den Erwartungen des Publishers EA nicht gerecht wurde.

#### Tiberium Alliances

Logo von Aliiances

Unter dem Titel Tiberium Alliances (englisch für „Tiberium-Bündnisse“) wurde ein MMOG-Browserspiel mit  Free-to-play-Geschäftsmodell vom Studio EA Phenomic entwickelt, das 2012 veröffentlicht wurde. Es ist zeitlich zwischen Tiberium Wars und Tiberian Twilight angesiedelt und handelt thematisch vom Kampf gegen Tiberiummutanten. Die Spieler schließen sich wahlweise GDI oder Nod an und errichten jeweils eine eigene Basis auf einer Karte, in deren Zentrum ein riesiges Mutantenlager liegt. Es gilt die eigene Basis immer weiter auszubauen, wobei Zeit der limitierende Faktor ist, da das Spiel nicht in Echtzeit verläuft und zwischen dem Ausführen diverser Befehle eine Abklingzeit abgewartet werden muss. Die Spieler können sich zu Allianzen zusammenschließen, um letztlich das Mutantenlager zu erobern. Da verschiedene Allianzen pro Karte möglich sind, kann es zwischendurch auch zu Kämpfen zwischen den verschiedenen Allianzen kommen.

#### Rivals
EA Redwood Studios veröffentlichte 2018 mit Command & Conquer: Rivals ein Mobile Game für iOS- und Android-Geräte. Es handelt sich um ein kompetitives 1-vs-1-Echtzeit-Strategiespiel mit einem Free-to-play-Geschäftsmodell. Der Spieler muss eine Mehrheit an Zonen erobern und halten, um seinen Gegner zu besiegen.

## Begriffe und Gruppen

### Globale Defensiv Initiative (GDI)
Die GDI stellt die fiktive multinationale Streitmacht dar, die ursprünglich von den G8-Staaten finanziert wurde und den Vereinten Nationen unterstellt war. Ihre Aufgabe war es, die Ideale und die Bestimmungen der Charta der Vereinten Nationen durchzusetzen und sie zu schützen. Gegründet wurde sie offiziell am 12. Oktober 1995. Während des ersten Tiberium-Krieges (1995–1998) unterstand die GDI Brigadegeneral Mark Sheppard, während des zweiten Tiberium-Krieges unterstand sie dem Befehl von General Solomon, einem der Soldaten, die im ersten Tiberium-Krieg den Tempel von NOD in Sarajevo erstürmten. Ab dem Jahr 2047 ist Direktor Boyle verantwortlich. Die GDI-Mitgliedstaaten stammten hauptsächlich aus Europa, Nord- und Südamerika, Russland, Indien, Japan und Australien.
Im Laufe der Jahre hat sich die GDI jedoch stark gewandelt. Sie wurde ein unabhängiger „Superstaat“ mit Territorien auf dem gesamten Globus. Durch das Auftauchen des Tiberiums sind die alten Nationen im Grunde zusammengebrochen. Die GDI hat sich seit dem Jahr 1995 immer mehr auch zu einer zivilen Organisation entwickelt, da die alten Behörden nicht länger existierten. Dies findet seinen Höhepunkt darin, dass in den 2040er Jahren nicht länger Generäle die GDI leiten, sondern ein ziviler Direktor. Für die Zivilisten innerhalb der blauen Zonen hat die GDI die volle Versorgung übernommen, sie kümmert sich um Versorgung und Logistik. Weiterhin ist der GDI inzwischen durch die Entdeckung der Eigenfrequenz des Tiberiums die Entwicklung einer Schallwaffe gelungen, mit der Tiberiumkristalle zerstört werden können. Deshalb ist es möglich, das Tiberiumwachstum in den blauen Zonen zu kontrollieren. Die GDI hat inzwischen auch damit begonnen, gelbe Zonen wieder in blaue Zonen umzuwandeln, doch dieser Prozess wird noch Jahre dauern. Die GDI verfügt über ein schlagkräftiges konventionelles Waffenarsenal und benutzt Maschinengewehre, klassische auf Panzern lafettierte Kanonen, Raketen, Schallwaffen und Railguns. Wesentliche Verteidigungsstrategie der GDI ist die Sicherung und Nutzung von weltraumgestützten Waffen und Aufklärungssystemen, darunter die Ionenkanone, eine weltraumgestützte Raketenabwehr und Aufklärungssatelliten. Sie besitzt nach wie vor ein schlagkräftiges Kernwaffenarsenal, das jedoch demontiert gelagert ist und auf deren Einsatz die GDI verzichtet.
Die Befehlszentrale der GDI befand sich bis 2047 auf der Weltraumstation Philadelphia, da man lange Zeit nicht wusste, ob mit Tiberium infizierte Personen weitere Personen anstecken könnten. Aus diesem Grund war allen Menschen, die mit Tiberium in Berührung kamen, der Zutritt zur Philadelphia untersagt. Die Philadelphia wurde jedoch 2047 zerstört.
EVA
EVA ist die Abkürzung für „elektronischer Video-Assistent“, sie ist also ein Computer. In allen Tiberiumteilen hat diese KI eine weibliche Stimme. In frühen Zeiten der GDI gab es einige Nachahmungen von ihr, so benutzt auch Nod am Anfang eine EVA-Einheit. Bis zum Jahr 2030, den Geschehnissen aus Tiberian Sun, ist EVA weiterentwickelt worden, sie kann jetzt richtige Gespräche mit dem Kommandanten führen und spielt auch in der Handlung eine Rolle. Nod benutzt zu dieser Zeit CABAL, der weiter entwickelt ist als EVA. Im Tiberian-Sun-Add-on Feuersturm ist Nod gezwungen, eine EVA-Einheit zu stehlen, da CABAL die Bruderschaft verraten hat, und benutzt diese wieder als Gefechts-KI. In Tiberium Wars ist die Rolle von EVA deutlich zurückgestuft worden, sie spielt in der Handlung keine Rolle mehr.
Philadelphia
Die G.D.S.S. Philadelphia war eine Raumstation im Erdorbit, die auch das GDI-Hauptquartier an Bord hatte. Konstruiert worden war sie, um die wichtigsten Persönlichkeiten der Menschheit vor dem Einfluss des Tiberiums zu schützen und es ihnen zu ermöglichen, an einer Lösung des Tiberiumproblems zu arbeiten. Hätte die Erde nicht mehr gerettet werden können und hätte aufgegeben werden müssen, war an Bord der Philadelphia alles vorhanden, um der Menschheit einen Neustart zu ermöglichen. Zu Beginn des dritten Tiberium-Krieges Tiberium Wars wurde die Philadelphia jedoch von einer NOD-Atomrakete zerstört, nachdem alle Abwehrmöglichkeiten der GDI durch Nod im Zuge einer neuen Angriffswelle neutralisiert worden waren.
Kodiak
Die Kodiak war 2030 die mobile Kampfeinsatzleitung der GDI, die in der Lage war, schnell von einem Kampfort zum nächsten zu fliegen. Ionenstürme zwangen sie jedoch zur sofortigen Landung, da sämtliche Sensoren an Bord ausfielen und die Gefahr eines Unfalles sich drastisch erhöhte, was ihr im Feuersturm-Add-on zum Verhängnis wurde. Sie stürzte mit dem Tacitus auf dem Weg zu Tratos ab und konnte nicht mehr geborgen werden, der Tacitus allerdings schon.
Projekt New Eden
Beim Projekt New Eden handelt es sich um ein von der GDI gestartetes Projekt, das die Säuberung des Planeten vom Tiberium zum Ziel hat. Mit der Entwicklung der Schallemitter der GDI ist es möglich, Tiberium zu zerstören. So hat New Eden bereits erste Erfolge erzielt: Die ehemalige gelbe Zone um München wurde zu einer blauen Zone umgewandelt. Die GDI setzt alle ihre Hoffnungen in dieses Projekt, auch wenn es noch Jahrzehnte dauern dürfte, bis der Planet vollständig gesäubert ist, falls das jemals möglich ist.
Dead-6
Die Dead-6 ist eine Gruppe von vier Kommandos, die früher einmal sechs Mitglieder hatte. Die GDI setzt die Dead-6 häufig für Spezialeinsätze und andere wichtige Missionen ein. Ihre Mitglieder sind Daryl „Deadeye“ MacInnis (Scharfschütze), Nigel „Gunner“ Grant (Artillerist), Shai „Hotwire“ Aviv (Ingenieurin) und Erich „Patch“ Wulfe (Grenadier). Die früheren Mitglieder sind Nick „Havoc“ Parker und Sakura Obata. In Renegade bezieht sich der Name nur noch auf die rechtliche Stellung des Teams. Jedes Mitglied der Dead-6 ist offiziell für tot erklärt worden, damit sie für den Feind nicht mehr länger existieren.

### Die Bruderschaft von Nod
Die Bruderschaft von Nod vereint in sich religiöse und politische totalitäre Züge. Ihr Ziel ist es, den Planeten vollständig zu beherrschen und sie setzt alles daran, dieses Ziel zu erreichen. Ihr Ursprung konnte bisher nicht eindeutig geklärt werden, aber Legenden berichten, dass sie bereits 1800 v. Chr. gegründet wurde. Nod operiert hauptsächlich in Afrika, hat aber auch Unterstützer im Orient und Asien. Ihr Anführer, Kane, erkannte früh den Einfluss des Tiberiums, und so konnte sich Nod einen Großteil der Tiberiumgebiete sichern, lange bevor der Westen reagierte. Durch diesen Schatz gelang es Nod, sich mehr als ausreichend zu finanzieren. Es dauerte nicht lange, bis es zu einem bewaffneten Konflikt zwischen der Bruderschaft und dem Westen kam. Zwar verlor die Bruderschaft den ersten Tiberium-Krieg und ihren legendären Tempel in Sarajevo. Darauf spaltete sie sich in mehrere Fraktionen auf, aber die Rückkehr ihres tot geglaubten Führers Kane im Jahre 2030 begründete eine neue Stärke, die in Tiberian Sun zum neuerlichen Tiberium-Krieg führt.
Auch nachdem die Bruderschaft in diesem Krieg letztlich unterlag und sich sogar zusammen mit der GDI gegen die außer Kontrolle geratene künstliche Intelligenz CABAL zur Wehr setzen musste, existierte die Bruderschaft von Nod weiterhin und ergreift in Tiberium Wars erneut die Initiative, um die Herrschaft über die Erde an sich zu reißen. In Tiberium Wars erklärt Kane persönlich bei Antritt der ersten Misson sein Vorhaben: „Tiberium ist ein Luxus, und wir wollen, dass jeder Mensch diesen Luxus genießen kann.“ Die Bruderschaft versucht, das Tiberium auf der ganzen Welt zu verteilen.
CABAL
Computer Assisted Biologically Augmented Lifeform (eng.: Computer-unterstützte biologisch verbesserte Lebensform); CABAL ist eine von Kane programmierte KI und sollte ihn vertreten, wenn er stirbt. Er ist außer Tratos, den er umbringen lässt, der einzige, der in der Lage ist, den Tacitus zu entschlüsseln.
In Tiberian Sun – Feuersturm entwickelt er allerdings ein Eigenleben und verrät die Bruderschaft von Nod, die sich zu diesem Zeitpunkt unter der Führung von Anton Slavik befindet. Er stiehlt den Tacitus und versucht von da an, die Menschheit zu Cyborgs zu assimilieren. Slavik sieht sich gezwungen, sich mit der GDI zu verbünden, um zusammen CABALs Kern zu zerstören. Die Endsequenz ließ allerdings vermuten, dass sowohl CABAL als auch Kane in Tiberium Wars wieder auftauchen werden. Aber EA entschied sich, CABAL nicht noch einmal in Erscheinung treten zu lassen, da den meisten Spielern der Hintergrund von Tiberian Sun – Feuersturm wegen geringer Verkaufszahlen nicht bekannt ist. Wahrscheinlich steckt hinter CABAL Kane selbst, der sich nach der zweiten Niederlage von Nod gezwungen sah, auf diese Weise seine Ziele zu erreichen. CABAL/Kane hat sich bereits in Tiberian Sun einmal versprochen, als er beim Briefing zur dritten Mission von „seinen Bewegungen“ sprach und das schnell korrigierte. Im Ego-Shooter Renegade, das gegen Ende des ersten Tiberium-Krieges spielt, bekam man im stark beschädigten Tempel von Nod eine frühe Version von CABAL zu hören, der dort allerdings wegen der Schäden mehr Unsinn als Sinn redete.
Tempel von Nod
Der Tempel von Nod ist das geheimnisumwitterte Kommandozentrum von Nod. Es existieren nur wenige Aufnahmen aus seinem Inneren. Er liegt großteils unterirdisch, um von der Sat-Aufklärung der GDI nicht entdeckt zu werden und so vor dem Einsatz der Ionenkanone geschützt zu sein. In Der Tiberiumkonflikt existieren mehrere Tempel, einer liegt in Sarajevo und wurde fast vollständig zerstört (GDI-Kampagne), während man in der Nod-Kampagne einen Tempel in Südafrika errichten muss. In Renegade und Tiberian Sun kämpft man um einen Tempel in Kairo. In Tiberian Sun befindet sich nahe dem Tempel auch ein Raketensilo in Form einer Pyramide, in deren Spitze Kanes Weltuntergangsrakete ihren Platz hat. In Tiberium Wars ist der Tempel gleichzeitig Raketensilo und Kommandozentrale.
Montauk
Die Montauk ist die unterirdisch operierende mobile Kampfeinsatzleitung von Nod. Sie erfüllt die gleiche Funktion wie die Kodiak der GDI. Der GDI gelingt es einmal kurzzeitig, sie zu erobern, aber Nod kann sie für sich zurückerobern. Bei der Flucht der Nod-Truppen vor CABAL spielt sie eine wichtige Rolle.
Die Schwarze Hand
Die Schwarze Hand ist die Eliteeinheit der Bruderschaft. Sie übernimmt die Spezialmissionen der Bruderschaft und führt sie ohne Rücksicht auf Verluste aus. Ihre Agenten sind, im Vergleich zu der gewöhnlichen Infanterie von Nod, mit neuester Ausrüstung und Technologien ausgestattet. In Renegade ist zu erfahren, dass General Gideon Raveshaw ihr Gründer und Anführer war. Die Schwarze Hand war zu jener Zeit zuständig für das „Projekt ReGenesis“, bei dem die Bruderschaft mit Hilfe von Tiberium Supersoldaten erschaffen wollte, zu schützen und zu beaufsichtigen. Während des zweiten Tiberium-Krieges wurde die Schwarze Hand von Anton Slavik geführt. Im Add-on Kanes Rache bekam die Schwarze Hand die Rolle als Unterfraktion von Nod. Zu jener Zeit wurde sie von Bruder Marcion geführt.
LEGION
Logarithmically Engineered Governing Intelligence Of Nod; LEGION ist eine KI, die von Kane nach CABALs Verrat erschaffen wurde. Dabei stellt CABAL einen Teil seines Quellcodes dar, LEGION ist jedoch „mehr als CABAL es je war“. Darüber hinaus benutzte Kane auch einen Splitter des Tacitus um LEGION zu erschaffen. Kane betrachtet ihn als seine größte Schöpfung. Geschaffen wurde LEGION, um mit dem Tacitus zu verschmelzen. Während der Kampagne in Kanes Rache übernimmt der Spieler die Rolle von LEGION.

### Die Scrin
Die Scrin sind eine außerirdische Rasse, die in Tiberium Wars ihren Einzug als dritte Fraktion hält. Diese Lebensformen haben sich perfekt auf das Sammeln und die Verarbeitung von Tiberium, das sie als Ichor bezeichnen, spezialisiert. Die Tatsache, dass all ihre biologischen Prozesse sowie Technologien auf die Versorgung mit dem grünen Kristall angewiesen sind, birgt für sie Vor- aber auch Nachteile. Zwar sind sie immun gegen die für Menschen tödliche Strahlung, allerdings zwingt der hohe Verbrauch sie dazu, fremde Welten nach Tiberium abzusuchen. Sie senden dazu das Ichor auf alle geeigneten Planeten aus und warten, bis es zu einer Flüssigtiberiumexplosion (Ichor-LQ-Detonation) kommt. Dies ist der Signalgeber für ihre Mutterschiffe, wovon sich eines über ein Jahrtausend im Sonnensystem der Erde versteckt hielt, bis eine Welt zur Ernte bereit ist. Kane erfuhr von diesem Umstand (vermutlich aus dem Tacitus) und sah dies als Möglichkeit an, eine fremde, hochtechnologisierte Rasse auf den Planeten zu holen, um Nod den Weg zu den Sternen zu ebnen.
Um dieses Ziel zu verwirklichen, musste er einen Ionenangriff der GDI auf sein Flüssigtiberiumlabor unter dem neuen Prime-Tempel in Sarajevo provozieren, da alle anderen Zündmechanismen, die seine Wissenschaftler im Stande waren zu entwickeln, nicht die nötige Stärke hatten, um die gewünschte Kettenreaktion zu erzeugen. Kanes Plan ging auf und als Direktor Boyle den Befehl zum Abschuss der Ionenkanone gab, löste die Explosion eine Kettenreaktion aus, die mehrere Millionen Menschen sowohl von Nod und der GDI tötete. Außerdem werden die Scrin dadurch auf die Erde gelockt. Als sie mit ihren Sammlern zur Landung auf der Erde ansetzen, erfolgt eine für sie unerwartete feindliche Handlung. Durch das Aktivieren und Abfeuern der Ionenkanone sind sie zu einer Defensiv-Dispersion ihrer Schiffe gezwungen, was diese zu kleineren zersplittern lässt, wodurch diese aber den Angriff weitgehend unbeschadet überstehen. Beim Durchspielen der Scrin-Kampagne, was erst nach dem Abschluss der Nod- und GDI-Kampagnen möglich ist, sieht man alles aus der Kommandosicht der Aliens. In dem Moment, als das Landen unausweichlich ist, erfolgt ein Oberflächenscan der Erde, welche die Indigene Population als gefährlich lebensfähig und somit als Bedrohung für die Scrin einstuft.
Der Spieler übernimmt an dieser Stelle die Funktion des Großmeisters 371, der dem Befehl eines Art Generals (Supervisor) der Scrin und ihrem Anführer, dem Overlord, unterstellt ist. Das Computersystem, das dem Spieler zur Seite steht, rät zu einem sofortigen Abbruch der Ichor-Sammelaktion, da ihre Einheiten lediglich für Defensiv- und nicht für längere Kampfeinsätze geeignet sind. Der Supervisor negiert dies und erklärt, dass es bis jetzt keinen Präzedenzfall für einen indigenen Widerstand nach einer Ichor-LQ-Detonation gebe. Es ist nun die Aufgabe des Großmeisters, die indigene Population von ihren Zielen durch Angriffe auf Ballungszentren abzulenken, sowie ihre Stärke einzuschätzen. Mehr und mehr erkennen die Scrin, dass ihre Mission zum Scheitern verurteilt ist. Als die Scrin herausfinden, dass die Ichor-LQ-Detonation absichtlich (von Kane) herbeigeführt wurde, will der Overlord mehr Informationen über Kane, weil dieser sie auf die Erde lockte und seine genetische Herkunft unbekannt ist. Dies ignoriert die Computer-Matrix des Spielers, oberste Priorität hat nun die Fertigstellung einer der 19 Brückenköpfe auf der Erde, die als interstellare Portale zur Heimatwelt der Aliens dienen. Sobald der Bauvorgang vollständig abgeschlossen ist, sind die Portale vollkommen unzerstörbar. Dem Großmeister gelingt es, wenigstens einen Brückenkopf in Italien zu beschützen, bis dieser fertiggestellt ist, um dann den Rückzug anzutreten. Im Abspann ist zu hören, dass der Supervisor es sich als oberstes Ziel gesetzt hat, die Erde zu erobern.

### Die Vergessenen
Die Vergessenen (auch Die Ausgestoßenen oder auch Steinmenschen genannt) sind das Produkt der massiven Kontamination der Erde durch das Tiberium. Sie nennen sich selbst die Vergessenen, da sie bei den GDI-Evakuierungen zu den Polargebieten, wo es noch relativ sicher ist, zurückgelassen wurden. Sie selbst organisierten sich in verschiedene Stämme und doch erkennen alle einen Mann, Tratos, als ihren unumstrittenen Anführer an. Sie sind sehr misstrauisch gegenüber Fremden und sind aber auch die einzigen, die in den Tiberium kontaminierten Regionen überleben können. Während Nod zurzeit damit beschäftigt ist, die Mutanten als menschliche Versuchskaninchen und Zielscheiben zu missbrauchen, versucht die GDI hingegen, ihre alten Fehler wiedergutzumachen und sich um die Opfer zu kümmern. Diese Bemühungen gestalten sich jedoch als schwierig, da die Mutanten die gelben und die blauen Zonen verlassen haben. Sie sind freiwillig in die für nichtinfizierte Menschen toxischen roten Zonen gezogen. Die GDI hat jedoch am Rande der Tiberiumwüsten Auffangstationen für Mutanten eingerichtet, in welchen gerüchteweise schon mehrere Mitglieder der Vergessenen Zuflucht gefunden haben.

### Tiberium
Ursprünglich stammt das grünliche oder blau gefärbte Mineral Tiberium aus dem Weltraum, aus dem es in Form eines Meteoriteneinschlags auf die Erde kam. Seinen Namen erhielt das Tiberium, weil es zum ersten Mal in der Nähe des Tibers in Italien gefunden wurde. Aber auch Kane, der charismatische Führer der Bruderschaft von Nod behauptet von sich, der Namensgeber dieser Kristalle zu sein. Seiner Darstellung nach benannte er das Tiberium nach Tiberius Caesar Augustus.
Aufgrund seiner Bestandteile ist es äußerst wichtig für die Industrie und somit auch der Kernpunkt der Streitigkeiten zwischen Nod und GDI. Es hat die einzigartige Fähigkeit, die Mineralien im Boden wie ein Schwamm aufzusaugen, um so weiterzuwachsen und sich auszubreiten. Die aufgenommenen Mineralien werden vom Tiberium in Kristalle umgewandelt, die an der Erdoberfläche mit minimalem Aufwand eingesammelt werden können.
Allerdings wurde es bald zu einem gewaltigen Problem, weil es giftig für Mensch und Tier sowie auch Pflanzen wurde, da es ihre Gene durch Strahlung veränderte und mutieren ließ und sich beinahe über die gesamte Erde ausgebreitet hatte. Die GDI war gezwungen, die Menschen in tiberiumfreie Zonen zu evakuieren, die sich hauptsächlich in den kühleren Erdregionen im Norden und Süden befinden. Die tiberiumfreien Zonen werden auch blaue Zonen genannt.
Nod ist es gelungen, hinter die Geheimnisse des Tiberiums zu kommen und so mächtige, auf Tiberiumbasis hergestellte Waffen zu entwickeln, die in der Lage sind, ganze Landstriche mit dem giftigen Tiberium zu infizieren.
Man versuchte, Menschen mit dem Tiberium zu kreuzen. Die Versuche schlugen jedoch fehl und so entwickelten sich die sogenannten Ausgestoßenen, deren Hauptvertreter Tratos, Umagaan und der Ghost-Stalker sind.
Kurz nach den Geschehnissen aus Der Tiberiumkonflikt begann das Tiberium in Tiberian Sun jedoch, sich zu verändern. Es hatte neben der kristallinen Form eine orangefarbene, rankenartige „pflanzliche“ Form, die aus einer Öffnung in ihrem Zentrum Giftgas spie, wenn Menschen in deren Nähe kamen und deren Rankenstruktur darauf fahrende Fahrzeuge stark beschädigte. In Tiberium Wars besitzt es nun wieder ausschließlich eine rein kristalline Form und mutiert beinahe jedes Material, das mit ihm in Berührung kommt, in reines Tiberium.
Von den Aliens mit Namen Scrin, die in Tiberium Wars das erste Mal näher in Erscheinung treten, wird Tiberium als Ichor bezeichnet.
Grünes Tiberium kann relativ gefahrlos eingesammelt werden. Blaues Tiberium ist relativ selten, weil es Mineralien in höherer Konzentration speichert und somit viel wertvoller ist als grünes. Durch die hohe Konzentration ist es aber auch hochexplosiv, ein Sammler gefüllt mit blauem Tiberium ist vergleichbar mit einer fahrenden Bombe und die Felder reagieren äußerst empfindlich auf Beschuss.
Eine besondere Art der Tiberium-Kontamination ist der Visceroid, ein mächtiges mutiertes Wesen, welches ursprünglich mal ein Mensch oder Cyborg war. Die Mutation erfolgt, wenn beim Betroffenen die Tiberiumkonzentration im Körper eine gewisse Sättigung erlangt hat, was entweder durch direkten Einfluss von Tiberium als auch durch Waffen mit Tiberiumbestandteilen geschehen kann. Visceroiden sind rötlich-violette Massen aus Fleisch, die alles angreifen.
Die Idee eines sich ausbreitenden Kristalls kommt aus dem Film Das Geheimnis des steinernen Monsters aus dem Jahre 1957.

### Tacitus
Der Tacitus ist eine rätselhafte leuchtende Kugel, mit deren Hilfe Kane nach eigener Aussage ein Scrin-Schiff gebaut hat. Er ist voller Daten, wie beispielsweise Gencodes und Baupläne für Kriegsgeräte, die durch einen schwer lösbaren Code gesichert sind. Da der Tacitus kriegswichtige Informationen enthält, ist er ein zentrales Ziel im zweiten Tiberiumkrieg. Die GDI weiß von seiner Existenz durch Tratos, der Kane bei seiner Entschlüsselung geholfen hat und hofft, mit dem Tacitus die Gefahr durch das Tiberium zu beenden. Commander Michael McNeil schafft es, den Tacitus zu sichern, nachdem er Kane „getötet“ hat. Tratos gelingt es kurz darauf nicht, Umagaan zu retten, da er nicht wusste, dass noch ein Segment des Tacitus fehlt. Kurze Zeit später wird Tratos durch ein Nod-Kommando getötet und die GDI übernimmt in ihrer Verzweiflung die Kontrolle über den zuvor von Nod reaktivierten CABAL. Durch CABAL erfährt die GDI vom fehlenden Tacitussegment. Die GDI findet es mit Hilfe eines Archäologen in einer Inkaruine in Peru, welche bereits außergewöhnlich tiberiumkontaminiert ist. Nachdem es sichergestellt und mit dem Tacitus verbunden wurde, wendet sich CABAL gegen die GDI und Nod. Nach seiner Aussage war Nod unfähig, das Tacitussegment zu beschaffen. Durch ein Bündnis von GDI und Nod wird CABAL besiegt und die GDI bekommt den Tacitus zurück. Sofort darauf macht sich Dr. Boudreau an die Arbeit, um ihn zu entschlüsseln.
Wie aus Tiberium Wars jedoch hervorgeht, konnte die GDI lediglich eine Warnung vor einer zukünftigen Invasion durch die Scrin entschlüsseln, nicht jedoch den Rest des Tacitus.
In Kanes Rache werden Kanes Bemühungen, den Tacitus zurückzuerobern, gezeigt. Dieser wurde jedoch durch die Experimente der GDI destabilisiert und stand kurz vor der Selbstzerstörung. Im letzten Augenblick konnte Kane aber den Tacitus sicherstellen und mit LEGION vereinigen.
Der Name Tacitus bezieht sich auf den römischen Historiker Tacitus, der in seinem Werk Germania die Stämme Germaniens beschrieb.

### Blaue, gelbe und rote Zonen
Bei der Zoneneinteilung in blaue, gelbe und rote Zonen wurde der Planet abhängig vom Grad der Tiberiumverteilung in Zonen eingeteilt. Bei den blauen Zonen handelt es sich um vom Tiberium noch fast unberührtes Gebiet, in denen die Menschen in High-Tech-Städten leben. Die Lebensqualität ist sehr hoch. Die Bevölkerung der GDI lebt fast ausschließlich in den abgeschotteten blauen Zonen. In den gelben Zonen ist die Infrastruktur meist völlig zerstört. Die Anhänger der Bruderschaft leben fast ausschließlich in den gelben Zonen. Neue Anhänger kann Nod vor allem in dieser Zone rekrutieren. In den unwirtlichen roten Zonen ist die Tiberiumverseuchung bereits so hoch, dass menschliches Leben hier unmöglich geworden ist. Nur speziell ausgerüstete Truppen können hier ohne Gefahr agieren. Die am schlimmsten kontaminierte rote Zone liegt in der Nähe des „Ground Zero“ am inzwischen versiegten Tiber in Italien, wo das Tiberium zum ersten Mal auftauchte.

## Wichtige Personen
Diese Angaben gelten nur für das Tiberium-Universum. Personen aus dem Alarmstufe-Rot-Universum und aus Generals werden in separaten Artikeln beschrieben.

### Der Tiberiumkonflikt

#### GDI
Brigadier General Mark Jamison Shepherd
Brigadier General Mark Jamison Shepherd (gespielt von Eric Martin) ist der erste GDI-Oberbefehlshaber. Er ist als Diplomat bekannt und hat, als die GDI noch jung war, oft bei Etatproblemen dafür gesorgt, dass die GDI finanzielle Unterstützung bekommt, auch wenn die UN durch manipulierte Nod-Nachrichten wieder einmal misstrauisch geworden ist. Im ersten Tiberiumkonflikt begrüßt und informiert er den Spieler. Er kommandiert den Hauptangriff auf den Tempel von Nod in Sarajevo, in der festen Überzeugung, er würde Kane schnappen. Die Tatsache, dass Kane ihm immer entwischt ist und auch nach der Zerstörung des Tempels nicht gefunden worden ist, macht ihm Gewissensbisse.
Doktor Ignatio Möbius
Doktor Ignatio Möbius (gespielt von Richard Smith in Der Tiberiumkonflikt und gesprochen von René Auberjonois in Renegade) ist ein sagenumwobener Wissenschaftler auf Seite der GDI, über den kaum etwas bekannt ist. Möbius wird mit dem Tiberium und den ABC-Waffen-Plänen der Nod in Verbindung gebracht. Sein Name und seine Rolle im C&C-Universum sind möglicherweise Anspielungen auf Doktor Möbius aus Friedrich Dürrenmatts Drama Die Physiker. Seine Tochter Sydney ist ganz in die Fußstapfen des Vaters getreten: Auch sie ist Wissenschaftlerin und erforscht das Tiberium. Während Renegade wird er von Nod entführt, weil er an ihrem „Projekt ReGenesis“ mitarbeiten soll. Er kann schließlich von einer GDI-Kommandoeinheit befreit werden.
Wie aus den Geheimdienstberichten von Tiberium Wars hervorgeht, ist Möbius durch einen Ionensturm zu Zeiten des zweiten Tiberiumkonflikts ums Leben gekommen. Dem widerspricht der Roman zu Tiberium Wars, nach dem er bei der Zerstörung der Philadelphia stirbt.

#### Bruderschaft von Nod
Kane

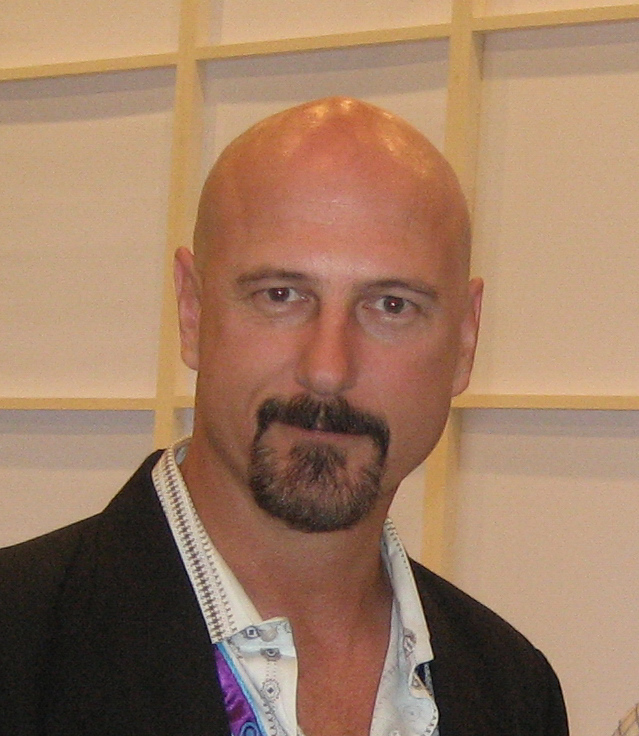
Kane-Darsteller Joe Kucan

Der vielfach tot geglaubte Kane (gespielt von Joseph D. Kucan) ist der charismatische Führer der Bruderschaft von Nod. Sein erstes Erscheinen in der Command-&-Conquer-Reihe war in Der Tiberiumkonflikt. In Alarmstufe Rot tritt er ganz zum Ende der Sowjetkampagne auf, ohne jedoch seinen Namen zu nennen. Er übernimmt hierbei die Führung der Sowjetstreitkräfte zusammen mit dem Spieler. Diese Verbindung lässt auf eine Theorie schließen, dass sich NOD aus dem alten Sowjetregime entwickelt hat.
Kane wurde scheinbar zusammen mit seinem Tempel in Sarajevo von der Ionenkanone der GDI vernichtet. Er erscheint jedoch in Tiberian Sun wieder bei der Exekution von Hassan; bei dieser Gelegenheit entlarvt er Hassan als GDI-Spion und gibt ihm als letzte Botschaft Folgendes mit auf den Weg: „Alte Bauernregel Hassan, man kann den Messias nicht töten“. Obwohl er mit seinem sarkastischen Lächeln und seinem kahlen Schädel wie ein 30-Jähriger wirkt, ist Kanes tatsächliches Alter unklar. Viele seiner Anhänger halten ihn für unsterblich.
Als Mythos herrscht Kane nahezu totalitär über seine Gefolgsleute. Kalt, skrupellos und leidenschaftlich ist der Nod-Führer ein düsterer Visionär des nächsten Jahrtausends. Mit Hilfe seiner überzeugenden antistaatlichen und antiwestlichen Rhetorik forderte Kane von den Nod-Armeen, seiner Ideologie und seinen militärischen Direktiven blind zu folgen. Mit terroristischen Methoden und Tiberiumwaffen hat Kane die verschiedenen Gruppierungen der Dritte-Welt-Länder vereint. Anstatt sich zu verstecken, attackiert er nun im Kampf um das von ihm zelebrierte Tiberiumparadies die konventionellen Streitkräfte der GDI.
Kane verlässt sich bei der Umsetzung seiner dunklen Pläne vollständig auf die Kraft des rätselhaften Minerals Tiberium. Dabei stört ihn auch nicht die Tatsache, dass das Tiberium den Großteil der Erdoberfläche und weite Teile der menschlichen Bevölkerung vernichtet hat. Den Mitgliedern der Bruderschaft von Nod wurde die Doktrin gelehrt, dass nur die Schwachen durch das Tiberium untergehen, was Oxanna bei ihrer Gefangennahme indirekt bestätigt (Zitat Umagaan: „Tiberium ist der Tod“, Oxanna: „Nur für die Schwachen“).
Kanes Name sowie der Name der Bruderschaft von Nod sind aus der Bibel entnommen. Daher existiert unter Fans das Gerücht, Kane sei der biblische Kain (der erste Sohn von Adam und Eva), welcher seinen Bruder Abel erschlug. In der letzten Mission von C&C: Renegade befindet sich in der unterirdischen Tempelanlage ein Sarg, auf welchem הבל (Abel) geschrieben steht. Außerdem befindet sich in diesem Raum an der Wand noch eine Steintafel mit einem hebräischen Text, auf der ein glatzköpfiger Mann mit einem Messer und ein weiterer Liegender (vermutlich Kain/Kane und Abel) abgebildet sind, des Weiteren ist im Abspann von Der Tiberiumkonflikt eine Szene zu sehen, in der ein bemaltes Wandfragment mit Darstellung derselben biblischen Szene geborgen wird und in einem Museum ausgestellt wurde. Dasselbe Wandfragment ist später in C&C: Renegade zu sehen, wo es im Museum der Bruderschaft unterhalb des Tempels von Nod ausgestellt wird, was die Theorie von Kanes Herkunft stark untermauert und eine Erklärung für das sich scheinbar nicht ändernde Alter Kanes sein kann. Die beiden ungewöhnlich großen Tiberiumkristalle, die sich links und rechts der Steintafel mit dem hebräischen Text befinden, sind zudem die einzigen im Spiel, denen man sich gefahrlos nähern kann, was ebenfalls zum Rätselraten um Kane und seine Beziehung zu Tiberium beiträgt. In der Bibel befindet sich ein Gespräch zwischen Gott und Kain, nachdem Kain seinen Bruder aus Neid tötete. Gott verbannt und verflucht ihn darauf. Nach diesem Gespräch soll Kain mit seiner Familie in die „Lande Nod“ gezogen sein.
Die Scrin-Kampagne lässt vermuten, dass Kane kein Mensch ist. Es existiert ein Eintrag über ihn in den Scrin-Archiven, sein genetischer Code ist ihnen jedoch nicht bekannt. Auch Kanes Ziel, eine interplanetare Reisemöglichkeit von den Scrin zu stehlen, die er extra für diesen Zweck auf die Erde lockt, erhärten diese Vermutung. Seine genaue Rolle bleibt jedoch unklar.
Seth
Seth (gespielt von Eric Gooch) ist Kanes erste „Rechte Hand“ im Tiberiumkonflikt. Nachdem er, ohne Kanes Wissen, einen Angriff auf die USA befahl, wird er von Kane erschossen. In Renegade sieht man seinen Körper in einer Vitrine im Tempel von Nod ausgestellt, als warnendes Beispiel für alle, die es wagen, Kanes Autorität zu untergraben. Auch Seths Name scheint biblischer Herkunft zu sein, da dies der Name des dritten Sohns von Adam ist.
Zitat Seths: „Denn die Macht wandert schnell in der Bruderschaft.“ Kane: „Ja, die Macht wandert schneller, als so mancher glaubt.“

### Renegade

#### GDI
Brigadier General Adam Locke
General Adam Locke (gesprochen von David Lodge) ist der Kommandierende Offizier von „Havoc“. Er ist der Leiter des GDI-Sondereinsatz-Kommandos. Bevor er den Streitkräften der GDI angehörte, war Locke ein Offizier der britischen Armee.
Captain Nick „Havoc“ Parker
Nick „Havoc“ Parker (gesprochen von Wally Wingert). Er ist der Hauptcharakter von Renegade. Anfangs war er ein US Marine, bevor er von der GDI für die Dead-6 rekrutiert wurde. Später verließ er die Dead-6, um als Einzelkämpfer gegen Nod auf seine Weise vorgehen zu können.
In den Geheimdienstakten von Tiberium Wars ist zu erfahren, dass er noch im Jahre 2039 lebt und ein Verfechter der „Kane lebt“-Theorie ist. Er kritisierte die Außerdienststellung des Mammut Mk II-Walkers, weil dieser eine der effektivsten Waffen gegen die Bruderschaft war.
Doktor Sydney Möbius
Sydney Möbius (gesprochen von Leigh Allyn Baker) ist die Tochter von Ignatio Möbius. Anders als ihr Vater lehnt sie nicht den Gebrauch von Tiberium als Waffe ab. So arbeitet sie für die GDI an der Entwicklung des „Möbius-Anzuges“. Sie wird im Verlauf von Renegade von Nod gefangen genommen. Mit Hilfe von „Havoc“ kann sie schließlich fliehen, nachdem sie eine Atomrakete der Bruderschaft so sabotierten, dass sie den Tempel von Nod zerstören.

#### Bruderschaft von Nod
General Gideon Raveshaw
General Gideon Raveshaw (gesprochen von Rodger Bumpass) ist der Anführer und Gründer der Schwarzen Hand, einer Nod-Eliteeinheit. Er ist von kleiner Statur und war zuständig für das „Projekt ReGenesis“, bei dem man versuchte, Supersoldaten mit kybernetisch verstärkten Tiberium-Mutanten zu erschaffen. Später wird er als Teil von ReGenesis selber zu einem dummen, aber extrem starken Supersoldaten umgewandelt.
Carlos Mendoza
Carlos Mendoza (gesprochen von Gregg Berger) ist ein Exsöldner, der zu Nod kam, als seine Methoden auch für Extremisten zu extrem wurden. Deswegen arbeitet er für General Raveshaw als Attentäter. Im Kampf benutzt er bevorzugt einen Flammenwerfer zusammen mit einem Treibstofftank, wobei er aber keinen feuerfesten Anzug trägt. Ironischerweise erleidet er deswegen schwere Verbrennungen, als im Kampf gegen „Havoc“ sein Treibstofftank explodiert.
Sakura Obata
Sakura Obata (gesprochen von Mari Weiss) ist eine Söldnerin, die Gerüchten zufolge schon für die Yakuza gearbeitet haben soll. Lange Zeit war sie ein Teil des GDI-Sondereinsatzkommando Dead-6. Später schloss sie sich aber des Geldes wegen der Bruderschaft von Nod an. Als Raveshaw auch sie in Renegade beseitigen lassen will, arbeitet sie mit „Havoc“ zusammen, um die Pläne von Nod zu vereiteln.
Doktor Elena Petrova
Doktor Elena Petrova (gesprochen von Lori Tritel) ist eine der führenden Tiberium-Wissenschaftlerinnen der Welt. Sie arbeitete lange Zeit mit Ignatio und Sydney Möbius für die GDI und erforschte die praktischen Anwendungsmöglichkeiten des Tiberiums. Im Laufe von Renegade läuft sie zu Nod über, um die wissenschaftliche Leitung des „Projekt ReGenesis“ zu übernehmen. Mit ihren Tiberium-Kenntnissen gelingt es ihr schließlich den Prozess zur Erschaffung von Supersoldaten zu perfektionieren.

### Operation Tiberian Sun

#### GDI
General James Solomon
General Solomon (gespielt von James Earl Jones) hat nach Mark Sheppard die Leitung der GDI übernommen. Der Karrieresoldat Solomon absolvierte die Militärakademie West Point als bester seines Jahrgangs und war schon im Jahr 2020 Brigadegeneral. Er überwachte die globalen Operationen der GDI aus seiner Kommandozentrale, der Philadelphia. Solomon galt als führende Persönlichkeit der globalen Defensive und als erklärter Feind aller Kräfte, die den Frieden bedrohen, dessen Verteidigung er sich zum Ziel gesetzt hatte. Bei dem Angriff auf die Philadelphia im Jahr 2047 kam er wahrscheinlich ums Leben.
Commander Michael McNeil
McNeil (gespielt von Michael Biehn) ist in Tiberian Sun der GDI-Protagonist, in den der Spieler schlüpft. Er reist mit seinem Stab an Bord der Kodiak von einem Kampfort zum nächsten. Er steht unter dem direkten Befehl von General Solomon. Nachdem es ihm gelang das Scrin-Schiff zu sichern, schaffte er es mit Umagaan ein Bündnis mit dem „vergessenen Volk“ zu schmieden. Sein Bruder Jake McNeil war ein hochrangiger Offizier der GDI in der norwegischen Hammerfest-Basis, der später bei der Eroberung der Basis von Nod-Truppen zu Tode gefoltert wurde.
Im Roman zu Tiberium Wars wird erwähnt, dass er noch während des dritten Tiberium-Krieges am Leben ist. Er ist einer der Hauptcharakter des Buches und kommandiert die 22. Infanterie-Division als Battle Commander.
General Paul Cortez
General Cortez (gespielt von Efrain Figueroa) übernimmt während einer Krise einige Monate nach dem zweiten Tiberium-Krieg das Oberkommando über die GDI, denn während der Krise ist kein Kontakt zur Philadelphia möglich. Als Dr. Boudreau, die zu dieser Zeit mit der Entschlüsselung des Tacitus beschäftigt ist, ihn darauf aufmerksam macht, dass die Erdatmosphäre schon bald toxisch für die Menschheit sein könnte, sieht er sich gezwungen, Nods KI CABAL zu übernehmen, um bei der Entschlüsselung zu helfen. Nach der Bergung eines fehlenden Segmentes des Tacitus, dessen Verbleib die GDI nur dank CABAL in Erfahrung bringen konnte, wendet sich CABAL jedoch gegen die Menschheit. In den darauffolgenden Kriegshandlungen konnte CABAL dank Cortez' Führung und einer temporären Allianz mit Nod besiegt werden. General Cortez gilt daraufhin als Kriegsheld. Aus einem Zeitungsartikel vom 28. Mai 2043 geht in Tiberium Wars hervor, das Cortez sich weigerte, an der Sprengung des (von der GDI vermuteten) letzten CABAL-Bunkers teilzunehmen, da er mit der aktuellen Politik der GDI, die das Tiberium als gefährlicher als Nod einstufte, nicht einverstanden war.
Doktor Gabrielle Boudreau
Dr. Boudreau (gespielt von Linnea Pyne) gehört nach dem zweiten Tiberium-Krieg zur Operation Lazarus, die sich mit der Entschlüsselung des Tacitus beschäftigt. Als sie jedoch keine Fortschritte erzielen kann, drängt sie darauf, CABAL zu übernehmen, damit er bei der Entschlüsselung hilft. Von CABAL erfährt sie, dass dem Tacitus ein Segment fehlt und man ihn deshalb nicht entschlüsseln kann. Nach Bergung des Segments durch die GDI wendet sich CABAL jedoch gegen die Menschheit und entfacht einen Krieg. Nach einem Sieg von GDI und Nod gegen CABAL gelingt es Dr. Boudreau, den Tacitus zu entschlüsseln. Er enthält jedoch eine Warnung vor einer zukünftigen Invasion durch die Scrin, und nicht die erhoffte Methode, das Tiberium zu besiegen.

#### Bruderschaft von Nod
Commander Anton Slavik
Anton Slavik (gespielt von Frank Zagarino) war der Anführer der Schwarzen Hand und die „Rechte Hand von Kane“. Im Add-on Feuersturm übernimmt er dessen Position, nachdem Kane spurlos verschwindet und Gerüchten zufolge tot ist. Im Laufe des Spiels befiehlt er, den zerstörten Kern von CABAL zu bergen, um ihn wieder zusammenzusetzen. Nach der Aktivierung CABALs muss Anton Slavik fliehen, da CABAL sich selbstständig macht und sich gegen ihn wendet und zudem noch sämtliche Nod-Generäle, den sogenannten „Inneren Zirkel“, eliminiert. Nod ist fast am Ende. Slavik ist gezwungen, eine EVA-Einheit der GDI zu stehlen und sich mit der GDI zu verbünden, um mit ihr zusammen gegen CABAL vorzugehen und ihn anschließend zu vernichten. Dabei hat er nie seinen Rivalen General Cortez vergessen, um den er sich noch „kümmern“ will.
Am Ende wurde Anton Slavik von einem fanatischen Anhänger Marcions getötet. Die Geheimdienstberichte von Kanes Rache deuten an, dass dieser Fanatiker jener GDI-Agent war, der Marcion zu seinem Verrat an Kane anstiftete.
Oxanna Kristos
Lieutenant Oxanna Kristos (gespielt von Monika Schnarre) ist die rechte Hand von Slavik. Ihre Spezialität ist die Nod-Propaganda. Sie befreit Slavik in der ersten Tiberian Sun-Mission, um ihn vor der Exekution durch den GDI-Spion Hassan zu retten. Dieser wird nach seiner Entlarvung durch den zurückgekehrten Kane in einem späteren Video von Slavik exekutiert. Für viele Fans ist dieses Video das wichtigste in der gesamten Kampagne, da Kane hier wieder erscheint, nachdem er für tot gehalten wurde, denn im Tiberiumkonflikt wurde er bei der Zerstörung des Tempels von der herunterfallenden Mauerdecke begraben. In einer späteren Mission werden Oxanna und Slavik gefangen genommen, und der Spieler muss Oxanna befreien; Slavik schafft es mit Hilfe eines Spezialteams, sich den Weg freizukämpfen.
General Vega
General Vega (gespielt von Francesco Quinn) gehört in Tiberian Sun zu Kanes Generalstab. Er ist als König des Augenpulvers bekannt, also als Drogendealer. Er scheint jedoch auch selbst abhängig zu sein. Er begeht einen folgenschweren Fehler, als er sich das Scrin-Schiff nimmt und damit abstürzt. Kane verstößt ihn und tötet ihn mit einer Rakete, die er auf sein Hauptquartier abfeuern lässt, nachdem Vega erneut versagt und sich von der GDI gefangen nehmen lässt.
Nach dem Roman zu Tiberium Wars hat General Vega noch einen Bruder (Major Javier Vega) und einen Neffen (Captain Ricardo Vega), die für die GDI kämpfen.
General Hassan
General Hassan (gespielt von Adoni Maropis) hat in Tiberian Sun das Kommando über eine der größeren Splittergruppen von Nod inne. Obwohl er vorgibt, der Doktrin von Nod treu zu sein, steht er in Wirklichkeit im Dienst der GDI, um eine Kontrolle über die Bruderschaft zu ermöglichen. Im Auftrag von General Solomon sollte er Anton Slavik töten, der eine ernste Bedrohung darstellte, da er das Ziel hatte, die Bruderschaft wieder zu vereinen. Slavik gelingt es jedoch, zu entkommen und schließlich Hassan zu fangen. Kane entlarvt ihn vor der Bruderschaft als Spion, anschließend wird er von Slavik getötet.
Der Innere Zirkel
Der Innere Zirkel ist ein geheimes Gremium der einflussreichsten Generäle der Bruderschaft, die direkt Kane unterstellt sind. In Feuersturm tritt der Innere Zirkel zum ersten Mal in Erscheinung. Er besteht aus 5 Mitgliedern, darunter Anton Slavik und General Marzaq. Beide sind verbitterte Konkurrenten und haben unterschiedliche Konzepte, die Bruderschaft nach Kanes Verschwinden anzuführen. Die drei anderen Generäle scheinen eher auf Marzaqs Seite zu stehen. Slavik lässt sich dadurch nicht einschüchtern und hofft, dass CABAL die Ordnung in diesem Machtvakuum wiederherstellen kann. Doch CABAL wendet sich gegen Nod und lässt die Mitglieder des Inneren Zirkels töten, nur Slavik kann entkommen.
Nach der Rückkehr von Kane wird ein neuer Innerer Zirkel gegründet, die Generäle sollen Kane bei wichtigen Entscheidungen beraten. In dem neuen Zirkel sind unter anderen General Qatar und ein älterer Nod-General. Nachdem Qatar für ihren Verrat gebüßt hat, verspricht Kane dem Commander, ihren Platz im Zirkel einnehmen zu dürfen.

#### Das „vergessene Volk“
Tratos
Tratos (gespielt von Christopher Winfield in Tiberian Sun und Patrick Bauchau in Tiberian Sun – Feuersturm) ist der Anführer der Vergessenen. Er ist zum Zeitalter des zweiten Tiberium-Krieges außer CABAL der einzige, der den Tacitus entschlüsseln kann, was einer der Gründe dafür sein dürfte, dass er in Tiberian Sun von Nod gefangen genommen wurde. Seine Vertraute, Umagaan, wandte sich jedoch an die GDI und diese konnte ihn befreien. Im Tiberian-Sun-Add-on lässt CABAL ihn töten, da er den Tacitus entschlüsseln kann.
Umagaan
Umagaan (gespielt von Christine Steel) ist ein wichtiges Mitglied der Organisation der Vergessenen. Sie wurde einst von Nod-Wissenschaftlern mit Tiberium infiziert.
Aufgrund dieser Infizierung wurde sie nicht nur immun gegenüber Tiberiumkristalle, sondern kann sich in den Tiberiumfeldern wieder erholen, die für alle anderen Menschen tödlich wären, jedoch mutierten auch ihre Gene dadurch. Sie schloss sich mit anderen ähnlichen Opfern der Tiberiumexperimente von Nod zusammen und ist eine enge Vertraute von Tratos, dem Anführer der Vergessenen. In Tiberian Sun wendet sie sich nach dessen Gefangennahme durch die Bruderschaft an die GDI, die Tratos befreien. Im Tiberian Sun-Add-on Feuersturm mutiert sie noch weiter, zu einem Wesen, das keine Kontrolle über sich hat, während Tratos versucht mithilfe des Tacitus ein Gegenmittel zu finden, um sie zu retten.
Ghost-Stalker
Der Ghost-Stalker (gespielt von Gil Birmingham) ist ein ehemaliger GDI-Soldat, der ebenfalls durch die Tiberiumexperimente von Nod zu einem Mutanten geworden ist. Aufgrund seiner Herkunft ist er der stärkste Mutant, der je erschaffen wurde.
Bewaffnet mit einer Railgun ist es ihm möglich, kurzerhand jeden Infanteristen oder Panzer zu eliminieren, was ihn wiederum unberechenbar macht, da er seine Angriffe meist aus dem Hinterhalt führt.
Außerdem führt er Sprengsätze mit sich, mit denen er feindliche Gebäude kurzerhand sprengt, unabhängig von vorhandenen Schäden.
Die einzige Infanterieeinheit, die ihm ebenbürtig ist, ist der Commando-Cyborg der Bruderschaft von Nod.

### Tiberium Wars

#### GDI
Direktor Redmond Boyle
Direktor Boyle (gespielt von Billy Dee Williams) hat nach der Zerstörung der G.D.S.S. Philadelphia im Jahr 2047 die Leitung der GDI übernommen. Er ist oft bereit, harte Maßnahmen einzuleiten, und für ihn hat die Bevölkerung in den blauen Zonen höchste Priorität. Ironischerweise ist Boyle mitverantwortlich für die Zerstörung der Philadelphia. Aus Kostengründen war die Kontrolle für die Raketenabwehr zum Schutz der Philadelphia auf der Oberfläche. Man hatte es wegen des besagten Kostenfaktors für nicht praktikabel erachtet, die Kontrollstation auf eine eigene Weltraumplattform umzusiedeln. Nur aus diesem Grund war es Nod möglich, die Raketenabwehr auszuschalten und die Raumstation zu zerstören. Als ehemaliger Finanzminister der GDI trägt Boyle nun die Verantwortung.
In der 6. Mission von Kanes Rache wird deutlich, dass Boyle von Kane vor der Zerstörung der Philadelphia gerettet wurde.
Lieutenant General Jack Granger
Lieutenant General Jack Granger (gespielt von Michael Ironside) übernimmt nach der Zerstörung der G.D.S.S. Philadelphia den Oberbefehl über das Militär der GDI. Er unterschätzte, im Gegensatz zum Geheimdienst der GDI, nie die Bedrohung durch die Bruderschaft von Nod und ahnte schon im Voraus, dass Nod etwas Großes vorbereitete. Er ist ein erfahrener Soldat, der seinen Idealen treu bleibt. So lehnt er strikt den Einsatz von Tiberiumwaffen ab, um eine Abhängigkeit der GDI vom Tiberium zu vermeiden.
Seine 28 Jahre Kampferfahrung gegen Nod bedeuten, dass er ein Veteran des zweiten Tiberiumkrieges ist.
Lieutenant Sandra Telfair
Lt. Sandra Telfair (gespielt von Grace Park) ist der persönliche Adjutant von Lieutenant General Jack Granger. Als ein Offizier der GDI InOps (Intelligence Operations) stellt sie zwischen den Missionen dem Commander Anweisungen und Unterstützung zur Verfügung.
Lieutenant Kirce James
Lt. Kirce James (gespielt von Jennifer Morrison) ist der Verbindungsoffizier des Commanders zu InOps. Sie weist dem Commander zwischen den Missionen ein und stellt die primären Missionsziele vor. Sie übernimmt während der Kampagne auch die ehemalige Rolle von EVA. Sie gibt vor den Missionen einen Überblick über die Lage und die Primärziele und agiert somit als Überleitung.

#### Bruderschaft von Nod
Der Innere Zirkel
Siehe auch Operation Tiberian Sun. Im dritten Tiberium-Krieg ist erneut ein Innerer Zirkel vorhanden. Diesem gehört unter anderem Kilian Qatar an. Nachdem sie die Bruderschaft verrät, wird sie erschossen und ein Platz im Zirkel wird frei.
General Kilian Qatar
Kilian Qatar (gespielt von Tricia Helfer) ist Kanes neue rechte Hand in Tiberium Wars. Obwohl sie treu zur Bruderschaft steht, beginnt sie, an Kanes Motiven zu zweifeln, nachdem die Scrin auf die Erde kommen. Nachdem Kane es zulässt, dass der Prime-Tempel in Sarajevo von der GDI zerstört wird, versucht Kilian, die Macht in der Bruderschaft zu übernehmen, indem sie behauptet, Kane sei im Tempel gestorben.
Dieser Versuch scheitert jedoch und Kane tötet Kilian, nachdem er gehört hat, dass sie den Tempel in Sarajevo kurz vor seiner Zerstörung durch die GDI selbst noch angegriffen hat. In Wahrheit wurde dieser Angriff aber von Äbtissin Alexa Kovacs befohlen, um Kilian zu diskreditieren.
Geheimdienstagent Ajay
Ajay (gespielt von Josh Holloway) ist in Tiberium Wars der Ratgeber des Spielers in der Nod-Kampagne, der einem alle Befehle überträgt. Ajay wuchs in Sarajevo auf und ist ein absolut loyaler Nod-Soldat. Als Kilian Qatar behauptet, dass Kane tot sei, gehorcht er zwar ihren Befehlen, glaubt aber nicht, das Kane wirklich getötet wurde.

### Kanes Rache
Bruder Marcion
Marcion (gespielt von Carl Lumbly) ist anfangs der Führer des religiösen Flügels der Bruderschaft. Durch einen GDI-Agenten wurde er schließlich dazu angestiftet, sich von Kane abzuwenden. Nach der Niederlage im zweiten Tiberiumkrieg zog sich Marcion ins australische Hinterland zurück. Durch sein rhetorisches Talent gelang es ihm später, eine disziplinierte theokratische Armee zu bilden, der „neuen“ Schwarzen Hand. Am Ende von Akt I nimmt Kane Marcion gefangen und überzeugt ihn, die Bruderschaft in seinem Namen zu führen.
Äbtissin Alexa Kovacs
Alexa Kovacs (gespielt von Natasha Henstridge) ist eine treue und loyale Anhängerin Kanes. Wegen Kilian Qatars Zweifel an Kane beschloss sie, den Nod-Angriff auf den Prime-Tempel in Sarajevo im Namen Qatars vorzutäuschen, um sie so zu diskreditieren. Alexas Eltern wurden im zweiten Tiberiumkrieg von CABALs Cyborgarmeen getötet, deswegen traute sie LEGION von Anfang an nicht. Am Ende des zweiten Aktes infiziert sie LEGION mit einem Computervirus und erschießt sich.